# Stadionul Ilie Oană
Stadionul Ilie Oană este un stadion de fotbal din Ploiești, România.
Principalul beneficiar este clubul Petrolul Ploiești.
Stadionul a fost reconstruit în perioada 2009–2011 și are o capacitate de 15.073 de locuri pe scaune, toate acoperite. Complexul a fost construit pe locul fostei arene, care a fost deschisă în 1937 și demolată în 2010.
Fiind clasat ca stadion de categoria 4 UEFA, Ilie Oană poate găzdui meciuri din semifinalele Europa League și din grupele Ligii Campionilor UEFA. Stadionul poartă numele lui Ilie Oană, jucător și antrenor legendar al echipei Petrolul Ploiești.
Stadionul este dotat cu instalație nocturnă de 1800 lucși, tribune acoperite, gazon natural cu instalație de degivrare, acces prin turnicheți, supraveghere video și 2 tabele multimedia 6x4 m.
Pentru prima oară în istoria noului stadion Ilie Oană, acesta a găzduit naționala României, pe 29 martie 2015, împotriva naționalei Insulelor Feroe, meci câștigat de tricolori cu 1-0 (gol înscris de Keșerü în minutul 22).

## Părți componente
- Tribuna I: 3.000 de locuri / cca. 100 m lungime
- Tribuna a II-a: 5.500 de locuri / cca. 100 m lungime
- Cele două peluze: 3.250 de locuri fiecare / cca. 70 m lungime fiecare (din care 737 de locuri pentru oaspeți)